# Estación de Toro
Toro es una estación ferroviaria situada en el municipio español de Toro en la provincia de Zamora, comunidad autónoma de Castilla y León. Cuenta con servicios de Media Distancia operados por Renfe.

## Situación ferroviaria
Las instalaciones se encuentran situadas en el punto kilométrico 57,357 de la línea férrea de ancho ibérico Medina del Campo-Zamora, a 650 metros de altitud, entre las estaciones de Nava del Rey y Zamora. El tramo es de vía única y está sin electrificar.

## Historia
La estación fue inaugurada en mayo de 1864 con la puesta en marcha del tramo Toro-Navas del Rey de la línea Medina del Campo-Zamora. Su explotación inicial quedó a cargo de la Compañía de Medina del Campo a Zamora quien rápidamente se convirtió en Compañía del Ferrocarril de Medina a Zamora y de Orense a Vigo o MZOV con las obras del tramo Orense-Vigo que unido al anterior culminaría posteriormente con la conexión de Galicia con la Meseta. En 1928, los graves problemas económicos que sufrían las empresas que gestionaban las líneas férreas del oeste español llevaron al estado a la nacionalización de las mismas y a su agrupación en la Compañía Nacional de los Ferrocarriles del Oeste. Oeste conservó la propiedad de la estación hasta su integración en RENFE en 1941.
Desde el 31 de diciembre de 2004 Renfe Operadora explota la línea mientras que Adif es la titular de las instalaciones ferroviarias.

## La estación
Toro posee un edificio de viajeros de planta rectangular y cuerpo central de dos pisos con dos anexos de similares proporciones de un solo piso. Está adornada con hasta once arcos que permiten el acceso al recinto que ha sido repintado de varios colores en su última restauración. En su diseño guarda una gran similitud con la estación de Nava del Rey. Dispone de dos andenes uno lateral y otro central y de cuatro vías. El central es estrecho y carece de uso.

## Servicios ferroviarios

### Media Distancia
Renfe presta servicios de Media Distancia gracias sus trenes Regional Exprés en el trayecto que une Valladolid con Puebla de Sanabria.
| Línea MD | Servicio        | Origen/Destino          | Paradas intermedias | Destino/Origen     |
| -------- | --------------- | ----------------------- | --- | ------------------ |
| 18       | Regional Exprés | Valladolid-Campo Grande | Viana de Cega · Valdestillas · Matapozuelos · Pozaldez · Medina del Campo · Nava del Rey · Toro · Zamora · Carbajales de Alba · Ferreruela de Tábara · Abejera · Sarracín de Aliste · Cabañas de Aliste · Linarejos-Pedroso | Puebla de Sanabria |